# 松島站 (韓國)
松島站（：／ Songdo yeok */?）是水仁·盆唐線沿線的一座地下車站，位於韓國仁川廣域市延壽區玉蓮洞。預定2025年起將成為水仁線KTX的起點車站，此計畫可見於國土交通部第3次國家鐵道網構築基本計劃。

## 車站結構
站體為2面4線雙島式月台的地面車站，候車月台設有月台幕門。外側兩面月台暫不使用，保留未來供KTX列車停靠。

### 月台配置
| ↑ 延壽          |
| ４３ \| ２１ \| |
| 仁荷大學 ↓      |

| 月台 | 路線                   | 目的地                                 |
| ---- | ---------------------- | -------------------------------------- |
| 1    | ●首都圈電鐵水仁·盆唐線 | 不使用                                 |
| 2    | ●首都圈電鐵水仁·盆唐線 | 仁川方向                               |
| 3    | ●首都圈電鐵水仁·盆唐線 | 烏耳島、水原、竹田、往十里、清涼里方向 |
| 4    | ●首都圈電鐵水仁·盆唐線 | 不使用                                 |

## 歷史
- 1937年8月5日：落成啟用。
- 1994年9月1日：车站關閉。
- 2012年6月30日：重新啟用，當時水仁線由本站至烏耳島站。
- 2016年2月27日：水仁線延長至仁川站，本站不再作為終點站使用。
- 2020年9月12日：首都圈電鐵水仁·盆唐線開通，車站編號由 K259 改為 K267。

## 車站周邊
- 仁川市立博物館（朝鲜语：인천광역시립박물관）
- 仁川登陸作戰紀念館
- 仁川海洋警備安全署
- 仁川丑峴初等學校
- 仁川凌虛臺初等學校
- 松島初等學校
- 松都高校
- 玉蓮女子高校
- 仁川海洋科學高校

## 圖片

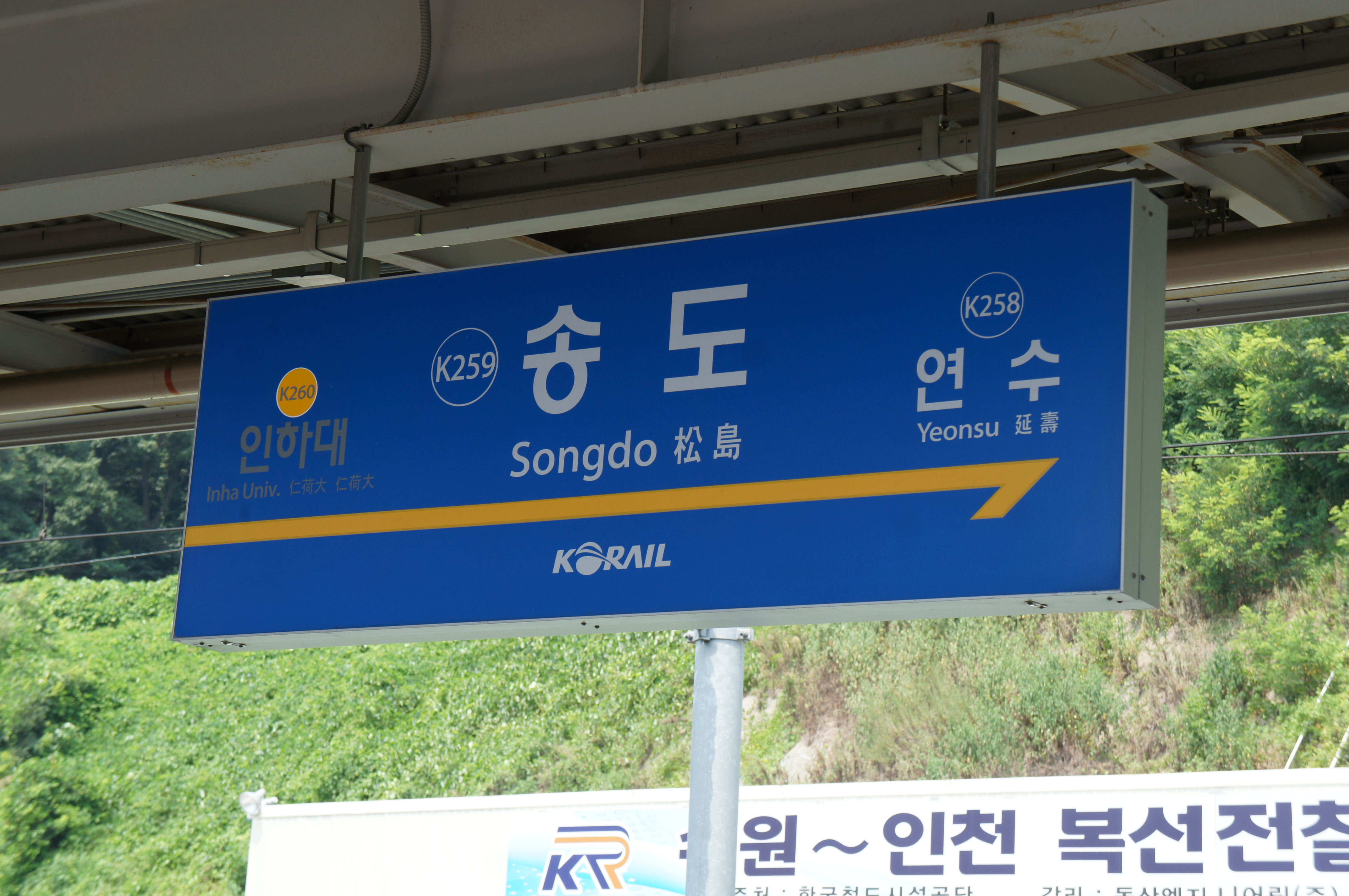
站名牌（水仁線時期）
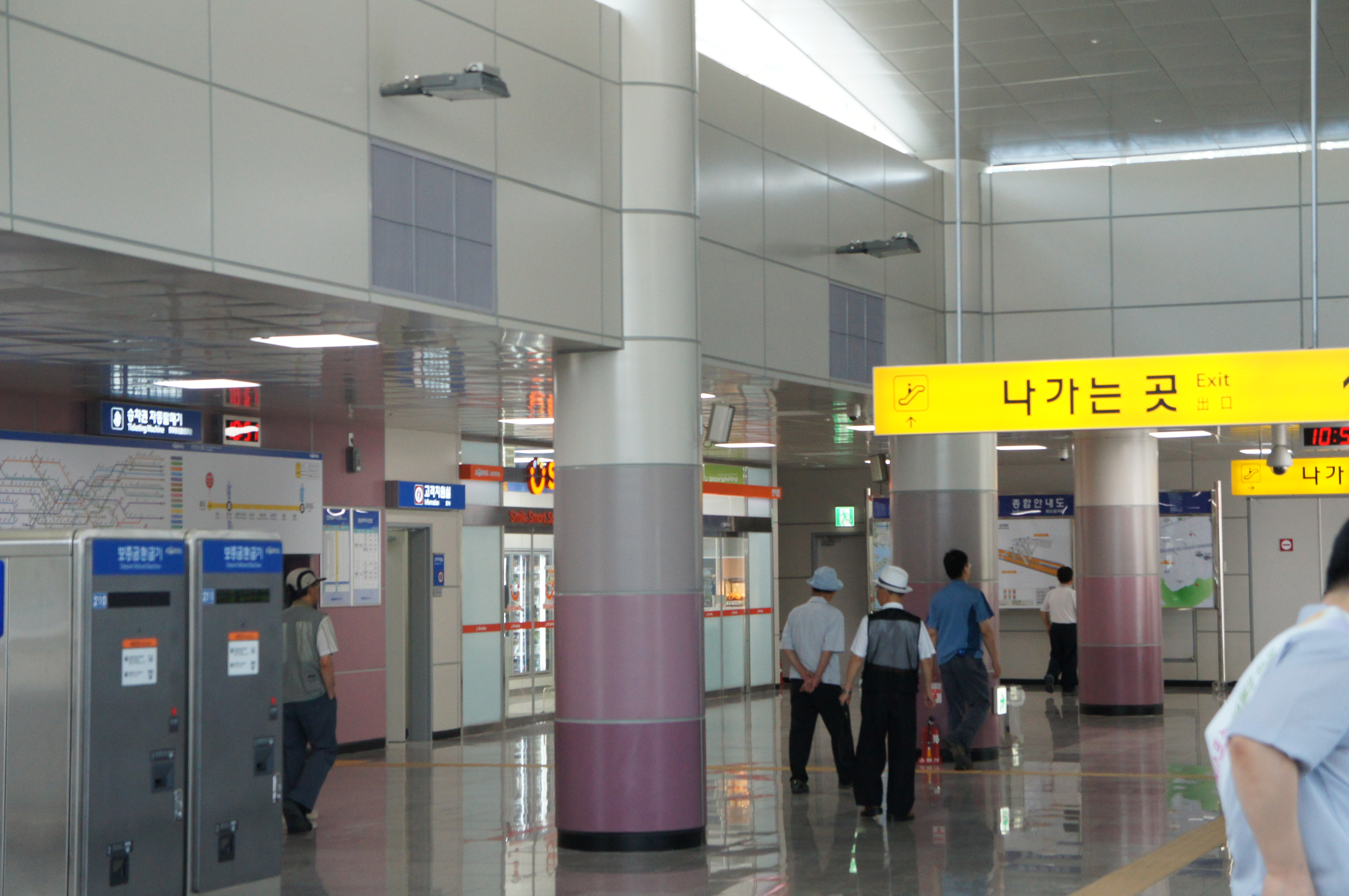
車站大廳
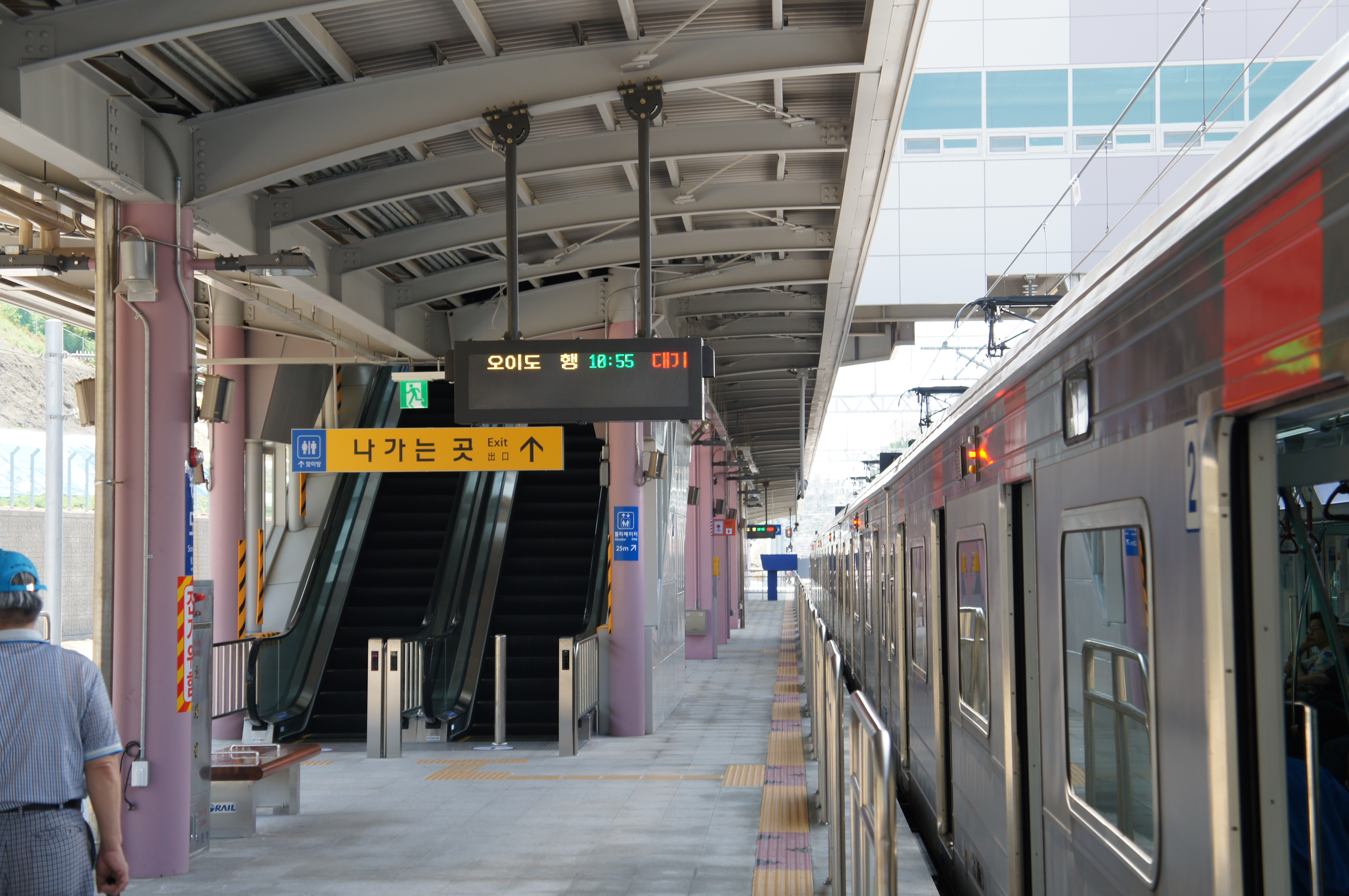
候車月台（安裝月台門前）
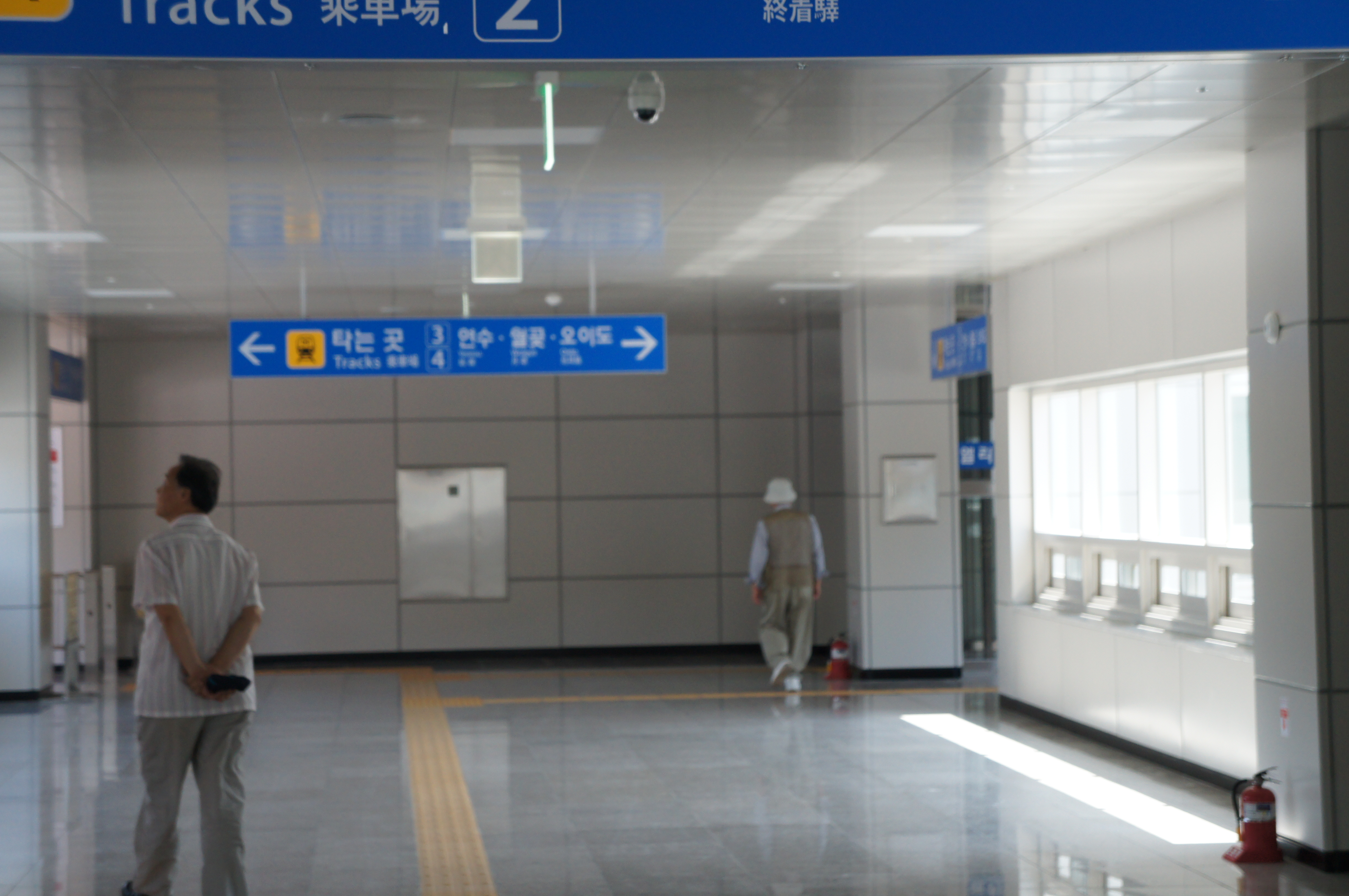
車站通道

## 相鄰車站
韓國鐵道公社
●首都圈電鐵水仁·盆唐線
延壽（K266）－松島（K267）－仁荷大學（K269）